# Narodzenie (obraz Federica Barocciego)
Narodzenie (wł. La Natività) – obraz olejny włoskiego manierysty Federica Barocciego.
Obraz zakupił od malarza książę Francesco Maria Della Rovere. W 1604 żona króla Hiszpanii Filipa III, Małgorzata Austriacka, poprosiła księcia o pomoc w zdobyciu dzieła o podobnej tematyce. Ostatecznie Francesco Della Rovere podarował obraz królowej, sam zadowalając się kopią wykonaną przez ucznia Baroccia, Alessandro Vitali. Obecnie dzieło znajduje się w Muzeum Prado w Madrycie.

## Opis i interpretacja
Artysta przedstawił proste wnętrze stajenki betlejemskiej, krótko po narodzinach Chrystusa. W centrum kompozycji znajduje się Matka Boża zwrócona w prawo, ku leżącemu pod żłobem Dzieciątku. Postać Marii jest wyidealizowana, malarz przedstawił ją jako piękną, młodą kobietę z troską zwróconą w stronę swojego dziecka. Dzieciątko ukazane jest naturalistycznie, jego twarz wpatrzona w matkę wyraża radość. Obie postacie oświetlone są ostrym, nadnaturalnym światłem podkreślającym ich świętość.
Kompozycję uzupełnia znajdująca się w cieniu postać świętego Józefa, który uchyla drzwi stajenki zaglądającym do niej pasterzom. Wnętrze jest proste i ubogie, widoczny jest jedynie żłób i dwie głowy zwierząt, wołu i osła. Ukazane w lewym dolnym rogu koszyk i worek, należą zapewne do Świętej Rodziny. Zasypana słomą stajnia ma swoje ukryte znaczenie, symbolizuje bowiem świat pogrążony w duchowym kryzysie.
Artysta namalował obraz używając żywych, kontrastowych kolorów. Dzieciątko umieszczone jest nietypowo, bowiem nie znajduje się w centrum płótna, ale zostało przesunięte do jego prawej krawędzi, pod głowy znajdujących się w stajni zwierząt. Również bogate szaty Józefa i Marii kontrastują z prostotą wnętrza, akcentując tym samym paradoks narodzin Boga w stajni.